# A Bathing Ape
A Bathing Ape (яп. ア・ベイシング・エイプ, A Beishingu Eipu) (або BAPE) — це японська марка одягу, заснована японським дизайнером та діджеєм Nigo в місті Ура-Харадзюку в 1993 році.
Бренд спеціалізується на чоловічому, жіночому та дитячому одязі вуличного стилю. Загалом працює 19 магазинів в Японії, в тому числі Bape Stores, Bape Pirate Stores, Bape Kids Stores, Bapexclusive Аояма і Bapexclusive Кіото. Магазин в Кіото також включає в себе «Bape» галерею, місце якої використовується для проведення різних заходів і художніх виставок, спонсорованих «Bape». Також є магазини у Гонконгу, Нью-Йорку, Лондоні, Тайбеї, Китаї, Бангкоку та Сінгапурі. В компанії також функціонують підрозділи Bape Cuts (перукарня), Bape Café, BABY MILO та Foot Soldier. Nigo також заснував другі лінії AAPE (A Bathing Ape) і BAPY (Busy Working Lady). У 2011 році компанія була продана Гонконзькій компанії I.T Group.

## Історія
У дитинстві через те, що батьки постійно були на роботі, власник та засновник бренду Ніго (Nigo) багато часу проводив граючись з іграшками, що вплинуло на стилістику бренду. Ніго діджей, гуру моди та модель японського дизайнера Hiroshi Fujiwara. Також на Ніго значно вплинули виконавці Елвіс, The Beatles, Beastie Boys і Run–D.M.C.
Після закінчення коледжу на факультеті дизайну та моделювання він працював редактором і стилістом для журналу Popeye. Перший магазин Ніго відкрив на позичені у свого знайомого чотири мільйони єн, також він дозволив Нігу використовувати свій магазин. 1 квітня 1993 року в місті Ура-Харадзюку поряд з магазинами Jun Takahashi та Undercover він відкрив свій перший магазин «Nowhere». Пізніше він вирішив заснувати свій власний бренд, який було названо на честь фільму 1968 року «Планета мавп».
Для розповсюдження свого бренду він співпрацював з японським музикантом Cornelius, який виступав у футболках бренду. Протягом двох років він випускав від 30 до 50 футболок на тиждень. З них продаючи половину, а залишки роздавав знайомим та друзям. Ніго також є співвласником та головним дизайнером бренду одягу Фаррела Вільямса, та брендів Billionaire Boys Club та Ice Cream.
1 лютого 2011 року було оголошено, що A Bathing Ape було продано Гонконзькій компанії I.T Group, що придбала 90,27 % акцій A Bathing Ape. Ціна угоди склала $ 21,850,000 HKD (прибл. $ 2,800,000 USD), I.T придбали в цілому 668 акцій. Деталі щодо творчого майбутнього і розширення A Bathing Ape невідомі. Проте, засновник Bathing Ape Ніго залишився в компанії креативним директором протягом наступних двох років.
Bape це популярний бренд японської вуличної моди, багато знаменитостей з'являються в журналах і каталогах саме в одязі цього бренду.

## Дизайн та стиль
Bape часто співпрацює з іншими брендами та персонажами, такими як: Губка Боб Квадратні Штани, з персонажами всесвіту Marvel, Nintendo, DC Comics, і Hello Kitty. Ці колаборації використовуються у всьому діапазоні Bathing Ape, на аксесуари, толстовки, куртки, футболки і взуття. A Bathing Ape також співпрацював з багатьма іншими відомими брендами, такими як Pepsi, Coca-Cola, Comme Des Garcons, Carhartt, Casio і артистами Biggie Smalls, Beastie Boys, Pharrell, UNKLE, Kanye West, ASAP Rocky, ASAP Ferg, Кідом Каді, Juelz Santana, Soulja Boy, Pusha T, KAWS, Kreayshawn, Linkin Park, Gary Panter, Big Sean, Lil' Wayne, Chris Brown, Future, Flatbush Zombies, G-Eazy, Travis Scott, Domo Genesis, Ethan Gonzalez Jamison, та Keith Ape.